# Обыкновенный длиннокрыл

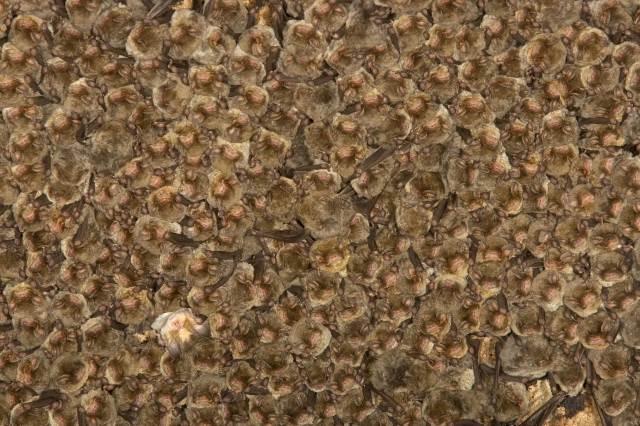
Колония обыкновенных длиннокрылов, висящих в группе.

Обыкновенный длиннокрыл (лат. Miniopterus schreibersii) — вид рукокрылых из семейства Гладконосые. Видовое название дано в честь австрийского зоолога Карла Франца Антона фон Шрайберса (1775—1852).

## Природоохранный статус
Находится под угрозой исчезновения. Существенное сокращение численности было зарегистрировано во многих частях ареала, и хотя численность популяции стабильна на Балканах и в Турции, на большей части ареала степень падения численности популяции приближается к 30 %[когда?].

## Местообитание
Населяет разнообразные (обычно — горно-предгорные) ландшафты от пустынь до тропических лесов, в горах до 2200 м над уровнем моря. Убежища — пещеры, трещины скал, развалины, погреба, чердаки зданий; известны выводковые колонии свыше 100 тыс. особей. Может разлетаться к кормовым угодьям на десятки километров, эхолокационные сигналы средней-высокой интенсивности, в диапазоне 98-45 кГц, с максимальной амплитудой в диапазоне около 55 кГц. Спаривание обычно осенью, роды летом. Беременность около 6 месяцев, лактация около 2,5 месяцев. Живёт до 12 лет.

## Распространение
В России до середины 60-х гг. было известно две находки обыкновенного длиннокрыла: колония, найденная в конце прошлого века в пещере близ станицы Даховская в Адыгее (последующие обследования этой пещеры не дали новых находок летучих мышей этого вида, скорее всего, колония была уничтожена), и один зверёк, обнаруженный в 1964 году в Хасанском районе Приморского края. Осенью 1969 г. в старых подземных ходах сопки Заозерная близ посёлка Хасан найдено несколько десятков этих зверьков, весной 1974 г. там же — несколько сотен; в конце лета 1981 г. эта колония продолжала существовать. В Предкавказье в августе 1970 г. удалось обнаружить многотысячную колонию Miniopterus schreibersii в одной из пещер близ посёлка Псебай Краснодарского края, в 1977 г. она продолжала существовать. За пределами Российской Федерации зарегистрировано по нескольку колоний летучей обыкновенного длиннокрыла в Закарпатье, Крыму (где в настоящее время вид исчез), на Черноморском побережье Кавказа и в Закавказье (Грузия, Азербайджан), в Копетдаге (Туркменистан). Вероятно, он обитает также на востоке Туркменистана в предгорьях Кугитангтау. Современное число колоний этого вида на территории бывшего СССР не превышает 20. Аналогичная ситуация и в других странах, хотя ареал вида обширен и захватывает южную часть Центральной Европы, Африку, южную часть Азии, Австралию, однако везде его распространение весьма спорадично. Распространён в Западной Европе, на Ближнем Востоке и Кавказе. В Северной Африке — (Марокко, Алжир, Тунис, Ливия), и Западной Африке — (Гвинея, Сьерра-Леоне, Либерия, Нигерия, Камерун).

## Полный список по странам
Афганистан; Албания; Алжир; Армения; Азербайджан; Босния и Герцеговина; Болгария; Камерун; Хорватия; Кипр; Франция (Корсика); Доминиканская республика; Джорджия; Гибралтар; Греция (Восточное Эгейское море, Крит); Гвинея; Ватикан; Венгрия; Израиль; Италия (Сардиния, Сицилия); Иордания; Ливан; Либерия; Македония; Мальта; Монако; Черногория; Марокко; Нигерия; Палестина; Португалия; Румыния; Российская Федерация; Сан-Марино; Сербия; Сьерра-Леоне; Чехия; Словакия; Словения; Испания (Балеарские острова); Швейцария; Сирия; Тунис; Турция.

### Возможно исчезнувшие
Австрия, Крым.

### Частично исчезнувшие
Германия.

## Численность
В южной Европе и Малой Азии этот вид широко распространен, но в северных частях ареала с 1960-х заметно снижение численности. Летом эти летучие мыши формируют колонии, как правило, до 500-10 000 особей (прежде до 80 000 в Болгарии). Зимуют группами не менее ста особей (иногда до 33 000 в Испании и Румынии). Изменения численности различны в разных местах обитания: в значительной части юго-восточной Европы и Турции популяция устойчива, тогда как в северных частях европейского ареала идёт очень существенное снижения. На юго-западе Европе недавно были отмечены случаи массовой гибели этих животных.
В Доминиканскую республику обыкновенный длиннокрыл был завезён испанскими колонизаторами в трюмах кораблей и прижился в сухих пещерах, защищённых от морских ветров. Вследствие благоприятных природных условий колонии распространились по всему острову Гаити. Есть сведения о нахождении обыкновенного длиннокрыла также на Кубе и Ямайке.
Наблюдается тенденция к исчезновению этого вида в Германии и Украине. В Швейцарии уменьшилось численность этого вида резко сократилась, начиная с 1960-х, и теперь популяция близка к исчезновению, и в Австрии количество зимующих особей уменьшилось от 2 500 до 1-2 особей, а все выводковые колонии были исчезли. В Румынии половина колоний исчезла с 1960-х. Однако снижения численности не было зарегистрировано в больших колониях на территории Хорватии и Болгарии. В 2002 стало известно о массовой смертности этого вида во Франции, Испании и Португалии; есть сведения о подобной смертности длиннокрылов в Италии. У этого вида был обнаружен герпесвирус, но доказательств, что именно он является причиной гибели колоний обнаружено не было.

## Среда обитания
Полностью зависит от численности кормовых объектов. Обладает высокой скоростью полёта (70 км/ч), что позволяет ему перелетать на большие расстояния в поисках кормовых участков.
Добывает продовольствие во множестве открытых и полуоткрытых естественных и искусственных сред обитания, включая пригородные области. Питается летающими насекомыми, главным образом молью, и иногда мухами. Это — колониальная разновидность, насесты главным образом в пещерах и шахтах (хотя могут также быть найдены в антропогенной среде — туннелях, руинах и других зданиях), часто в больших смешанных колониях с другими живущими в пещере разновидностями летучей мыши. В течение грудного сезона предпочтительны большие тёплые пещеры. Зимой зимует в подземных участках (обычно большие пещеры с постоянным микроклиматом). Обыкновенный длиннокрыл — мигрирующий вид, который изменяет насесты несколько раз в течение года; дальние движения иногда происходят (самое длинное зарегистрированное расстояние 833 км). Зимует на расстоянии до нескольких сот километров от летних мест обитания. На Дальнем Востоке зверьки кормятся на высоте около 10 м над открытыми пространствами заболоченных низменностей. Убежищами служат пещеры, искусственные и естественные. В летнее время самки образуют материнские колонии численностью 1-40 тыс.особей. Самка рождает 1 детеныша в мае-июле. Часть особей улетает на зимовку в тропические области. Вылет на охоту происходит после наступления темноты, пищей служат летающие насекомые. Средняя продолжительность жизни 2,2-2,7 года, максимальная — 8-12 лет.

## Главная угроза
Относительно слаборазвитая у Миниоптерус Шрайберс гетеротермия затрудняет переживание им в тёплое время года периодов бескормицы, вызванных неблагоприятной для летних насекомых погодой. В этих случаях зверьки улетают для кормёжки на значительные расстояния от убежища (скорость такого транзитного полёта достигает 70 км/ч). Это обстоятельство приурочило их распространение к предгорьям и невысоким горам с высокой мозаичностью условий, в том числе и погодных. В таких локальных районах обычно существуют одна-три колонии, видимо, слабо связанные одна с другой. Легкодоступные для человека, открыто располагающиеся в пещерах и гротах, реже — на чердаках, крупные скопления летучих мышей Шрайбера крайне уязвимы для случайных посетителей. Напряжённость энергетического баланса у этого специализированного и, по-видимому, очень древнего вида ведет к массовой гибели зверьков при увеличении фактора беспокойства в убежищах и обширных обработках пестицидами прилегающих к ним территорий.
В Африке нет никаких известных угроз разновидностям. В Европе потеря подземных сред обитания и использование пестицидов могут угрожать этой разновидности. На Кавказе волнение, вызванное туризмом в пещерах, является угрозой выживанию колоний. В Крыму это привело к исчезновения вида.
Причина недавних массовых событий смертности неизвестна. В 2002 массовая смертность этой разновидности была зафиксирована во Франции, Испании и Португалии. Есть также исторические отчёты смертности в Италии, Австралии и частично в Иране. На 9-й европейской Конференции о Летучих мышах была проведена встреча, чтобы обсудить эти инциденты. Ветеринарные исследования в Испании не идентифицировали болезни как причины смертности, и считается, что она вызвана плохой погодой последней зимой/ранней весной.
К своему несчастью, животное не пугливо. В России его доверчивость использовали сборщики от «Медучпособия», которые заготавливали зверьков сотнями и тысячами штук; в результате этот в прошлом многочисленный вид исчез в Крыму в конце 40-х годов. Последний раз его тут видели в 1947 г. Кроме того, в исчезновении колоний не последнюю роль сыграло постоянное беспокойство со стороны туристов.

## Меры по спасению
Необходимо организовать эффективную охрану известных убежищ крупных колоний этого вида, изготовить и установить при входе в подземелье вывески с пояснительными и предупреждающими надписями. Любые экскурсии и посещения убежищ в период обитания в них обыкновенного длиннокрыла крайне нежелательны.

### Охрана вида в Доминиканской республике
В Доминиканской республике охране и размножению летучей мыши уделяется особенное внимание. Последние 12 лет многочисленным полям сахарного тростника угрожают полчища жуков-математиков (долгоносики семейства Curculionidae). Несмотря на то, что долгоносики представляют лишь подкласс насекомых, их семейство является самым многочисленным в животном мире и насчитывает более 35000 видов. Длиннокрылы питаются жуками-математиками, тем самым защищая урожай сахарного тростника от вредителей. Пещеры, в которых живут колонии длиннокрыла, огорожены для защиты зверьков. А в брачный период и во время выведения потомства у пещер даже выставляется охрана. При освоении новых плантаций сахарного тростника вблизи них сооружаются искусственные пещеры. Животных из других колоний отлавливают в количестве 2-3 тыс. особей и перевозят на новое место обитания. Через 5-6 лет новая колония насчитывает уже до 20 тыс. особей и защищает новые плантации от жуков-математиков.

### Охрана вида в Европе
Обыкновенный длиннокрыл охраняется национальным законодательством в большинстве европейских государств. Есть также международные юридические обязательства для его защиты через Боннское Соглашение (Евролетучие мыши) и Бернское Соглашение в частях диапазона, где оно имеет силу. Вид включён в Приложение II (и IV) Сред обитания ЕС и Директивы Разновидностей, и следовательно требует специальных мер для сохранения, включая обозначение Специальных Областей для Сохранения. Есть некоторая защита среды обитания и некоторые насесты уже защищены национальным законодательством. Было профинансировано несколько государственных проектов для защиты этого вида в Испании, Италии, Румынии и Германии.

### Охрана вида в странах СНГ
Обыкновенный длиннокрыл занесён в Красные книги Российской Федерации, Украины, Азербайджана и Армении.